# АТХ-H
Код АТХ-H (англ. АТС-H) «Гормональные препараты для системного использования (исключая половые гормоны)» — раздел система буквенно-цифровых кодов Анатомо-терапевтическо-химической классификации, разработанных Всемирной организацией здравоохранения для классификации лекарств и других медицинских продуктов.
Коды для применения в ветеринарии (ATCvet коды) могут быть созданы путём добавления буквы Q в передней части человеческого Код ATC: QD.
Из-за различных национальных особенностей в классификацию АТС могут включаться дополнительные коды, которые отсутствуют в этом списке, который составлен Всемирной организацией здравоохранения.
- АТХ код H01 — Гормоны гипоталамуса, гипофиза и их аналоги
- АТХ код H02 — Кортикостероиды для системного применения
- АТХ код H03 — Препараты для лечения заболеваний щитовидной железы
- АТХ код H04 — Гормоны поджелудочной железы
- АТХ код H05 — Препараты, регулирующие обмен кальция